# Apolo del Pireo
El Apolo del Pireo es una estatua de bronce de estilo arcaico que data del siglo VI a. C., posiblemente de los años 530–520 a. C., y que se conserva en el Museo Arqueológico del Pireo (Atenas).  
El Apolo del Pireo es un kuros (plural kuroi), es decir, una representación muy formalista y estática de un hombre joven desnudo, propia del Periodo Arcaico del arte griego. Los kuroi eran también conocidos comúnmente como apolos, pues se creía que todas estas estatuas representaban al dios. El Apolo del Pireo parece pertenecer a la última fase del desarrollo de esta tipología, una supervivencia del período arcaico. Se cree que podría ser, efectivamente, una estatua de culto del dios Apolo. 
La estatua fue encontrada enterrada en 1959 en el puerto del Pireo por trabajadores que perforaban bajo tierra para instalar tuberías. Fue encontrada junto con otras tres esculturas de bronce que hoy se conocen con los nombres de Atenea del Pireo, Artemisa del Pireo A y Artemisa del Pireo B, hallándose, además, una gran máscara teatral en bronce y tres piezas de escultura de mármol. La excavación arqueológica fue dirigida por Efthymios Mastrokostas y todas las obras encontradas se conservan actualmente en el Museo Arqueológico del Pireo. 
Hay varias teorías sobre el origen del conjunto de piezas. Debido a que la habitación en la que se encontraron las estatuas estaba muy cerca del puerto principal, muchos estudiosos creen que habían sido almacenada en una stoa o pórtico del puerto y estaban a punto de ser enviadas a algún lugar. Además las estatuas no estaban colocadas al azar sino que parecían estar empaquetadas. Una moneda encontrada cerca de ellas tiene una fecha equivalente a 87/86 a. C. y lleva impresa una imagen del rey Mitrídates VI, que se encontraba en esas fechas en guerra con los romanos, comandados por el general Sila. Debido a que se sabe que El Pireo fue capturado por Sila en el 86 a. C., se ha especulado sobre dos teorías posibles. Una teoría es que las estatuas iban a ser enviadas a algún sitio para ponerlas a salvo del ataque romano. La segunda teoría es que las estatuas iban a ser enviadas por los romanos a Italia como parte de su botín de guerra. Se cree que las estatuas, o alguna de ellas, pudieron haber venido originalmente de un santuario local del Pireo. Otros expertos creen que el lugar de procedencia podría ser la isla de Delos debido a que dos de las esculturas halladas representan a Artemisa y otra de ellas representa a Apolo. La mitología griega consideraba que ambos dioses habían nacido en Delos a causa de lo cual se había desarrollado un importante culto hacia ellos en la isla, en particular hacia Apolo. Además, los romanos lograron capturar Delos en el año 88 a. C. 
El Apolo del Pireo está hecho de bronce directamente por fundición hueca. Es por tanto uno de los primeros ejemplos conservados de piezas hechas utilizando esta técnica, inventada alrededor del año 550 a. C. El Apolo tiene una grieta en el muslo izquierdo debido a la oxidación causada por la humedad en la arcilla que forma el núcleo de la escultura. 